# Völgyzugoly
Völgyzugoly (sinda nyelven: Imladris) egy tünde erődítmény Középföldén, amely a J. R. R. Tolkien által létrehozott kitalált birodalomban van. Szokták még „a Tengertől keletre az Utolsó Meghitt Otthon”-nak is nevezni utalva ezzel Valinorra, amely a tengertől nyugatra van. (A babó c. könyvben Az Utolsó Otthonos Háznak fordította Szobotka Tibor). A Másodkorban alapította Elrond, lakói részben lindoni nemestündék, akiket Gil-galad tünde-király Elrond élén az ostromlott és elpusztított Eregion felmentésére küldött, részben noldák és sindák, akik az országból menekültek. Lindon fényének leáldozása után Középföldén a legtöbb nolda Völgyzugolyban lelt menedéket, többek között Glorfindel és Elrond gyermekei is (Elladan, Elrohir és Arwen). Völgyzugoly urának Elrondot tekintik lakói, főként bölcsessége és tudása miatt, amely hosszú korszakokat fog át.
|  | Alább a cselekmény részletei következnek! |

A babóban Zsákos Bilbó tizenhárom törp társával útban a Magányos Hegy felé, megállt Völgyzugolyban, illetve még egyszer a Megyébe való visszaúton, ezúttal Gandalf kíséretében. A Gyűrűk Urában Zsákos Frodó, és hobbit társai utaznak el Völgyzugolyba, ahol találkoznak Bilbóval, aki ide vonult vissza a 111. születésnapja után, azzal töltve idejét, hogy az emlékiratain dolgozik, melynek címe "Amott és Újra Emitt".

Frodóék megérkezése után néhány további tünde, törp, és ember érkezett Völgyzugolyba különböző megbízatással. Elrond tanácsot hív össze Völgyzugoly legnemesebbjei (és legnemesebb vendégei) részvételével, ahol arról határoznak, hogy megsemmisítik a Gyűrűt. A jelenlévők közül kijelölnek nyolc társat Frodó, a gyűrűhordozó mellé. Tolkien (illetve a Tanács) korábbi koncepciója szerint a Gyűrű Szövetségét a következő kilenc alkotta: Frodó, Vándor (Aragorn), Glorfindel, Balin fia Durin, Trufa, Pippin, Samu és Bögyös Fredegár. Később azonban ez megváltozott: Glorfindel helyett Zöldlomb Legolast; Durin helyett Glóin fia Gimlit; Fredegár helyett Boromirt, Denethor fiát rendelték Frodó mellé, megalkotva ezzel a Gyűrű Szövetségét.

## Földrajza
Völgyzugoly a Bruinen keskeny völgyszorosának szélén található (Völgyzugoly egyik fő megközelítési lehetősége a Bruinen egy közeli gázlója felől van), de jól elrejtve a Hithaeglir, avagy a Ködhegység lábánál, és mocsaraiban. Klímája mérsékelten hűvös, közepesen meleg nyarakkal, és jobbára havas telekkel. Völgyzugoly közvetlen fordítása, vagy tükörszava a sinda Imladris, mindkettő jelentése a hasadék mély völgye. Völgyzugoly kinézetre a svájci Lauterbrunnentalra hasonlít, ahol J.R.R. Tolkien 1911-ben tett túrát.